# Qualifications à la Coupe d'Afrique des nations de football 1984
Cet article présente la phase qualificative à la Coupe d'Afrique des nations 1984.
Six billets sont à distribuer aux trente-quatre pays participant à ces qualifications. La Côte d'Ivoire, l'organisateur du tournoi et le Ghana, tenant du titre, sont exempts de ces joutes.
Les éliminatoires sont organisées en trois tours qui voient s'affronter des équipes en matchs aller-retour à élimination directe. L'Afrique du Sud est toujours au ban du football international du fait de sa politique d'apartheid. Sont également absentes de cette campagne qualificative les sélections de Guinée-Bissau, du Burkina Faso, de Centrafrique, du Cap-Vert, de Mauritanie, de São Tomé et Principe, du Tchad, du Burundi, de Djibouti, du Kenya, du Botswana et des Seychelles.

## Tour préliminaire
Les vingt moins bonnes équipes africaines disputent un tour préliminaire. Les dix équipes issues du tour préliminaire retrouvent les quatorze meilleures nations du continent, assurées de démarrer les éliminatoires au premier tour. Le Liberia, le Lesotho et le Swaziland déclarent forfait après le tirage au sort.
| Équipe 1   | Résultat     | Équipe 2     | Aller | Retour |
| ---------- | ------------ | ------------ | ----- | ------ |
| Bénin      | Q. - forfait | Liberia      | -     | -      |
| Gabon      | 2 - 6        | Angola       | 2 - 2 | 0 - 4  |
| Malawi     | 4 - 0        | Zimbabwe     | 2 - 0 | 2 - 0  |
| Mali       | 3 - 2        | Gambie       | 3 - 1 | 0 - 1  |
| Maurice    | Q. - forfait | Lesotho      | -     | -      |
| Mozambique | Q. - forfait | Eswatini     | -     | -      |
| Niger      | 0 - 1        | Sénégal      | 0 - 0 | 0 - 1  |
| Somalie    | 0 - 1        | Rwanda       | 0 - 1 | -      |
| Tanzanie   | 3 - 4        | Ouganda      | 1 - 1 | 2 - 3  |
| Togo       | 4 - 0        | Sierra Leone | 3 - 0 | 1 - 0  |

## Premier tour
Le Zaïre déclare forfait après le tirage au sort.
| Équipe 1   | Résultat      | Équipe 2 | Aller | Retour |
| ---------- | ------------- | -------- | ----- | ------ |
| Algérie    | 7 - 3         | Bénin    | 6 - 2 | 1 - 1  |
| Congo      | 2 - 2 5-6 tab | Égypte   | 2 - 0 | 0 - 2  |
| Éthiopie   | 1 - 1 4-2 tab | Maurice  | 1 - 0 | 0 - 1  |
| Guinée     | 0 - 3         | Togo     | 0 - 1 | 0 - 2  |
| Libye      | 2 - 2e        | Sénégal  | 2 - 1 | 0 - 1  |
| Malawi     | Q. - forfait  | Zaïre    | -     | -      |
| Maroc      | 4 - 2         | Mali     | 4 - 0 | 0 - 2  |
| Mozambique | 3 - 4         | Cameroun | 3 - 0 | 0 - 4  |
| Nigeria    | 2 - 1         | Angola   | 2 - 0 | 0 - 1  |
| Soudan     | 2 - 1         | Zambie   | 2 - 1 | 0 - 0  |
| Tunisie    | 6 - 0         | Rwanda   | 5 - 0 | 1 - 0  |
| Madagascar | 2e - 2        | Ouganda  | 1 - 0 | 1 - 2  |

## Deuxième tour
| Équipe 1   | Résultat      | Équipe 2 | Aller | Retour |
| ---------- | ------------- | -------- | ----- | ------ |
| Égypte     | 1 - 0         | Tunisie  | 1 - 0 | 0 - 0  |
| Nigeria    | 0 - 0 4-3 tab | Maroc    | 0 - 0 | 0 - 0  |
| Madagascar | 1 - 2         | Malawi   | 0 - 1 | 1 - 1  |
| Éthiopie   | 2 - 4         | Togo     | 2 - 1 | 0 - 3  |
| Sénégal    | 1 - 3         | Algérie  | 1 - 1 | 0 - 2  |
| Cameroun   | 5 - 2         | Soudan   | 5 - 0 | 0 - 2  |

## Qualifiés
- Ghana (champion d'Afrique en titre)
- Côte d'Ivoire (pays organisateur)
- Égypte
- Nigeria
- Malawi
- Togo
- Algérie
- Cameroun